# Harold Radford Coachbuilders
Harold Radford Coachbuilders (kurz: Radford) war ein britischer Karosseriehersteller, der zwischen 1948 und 1975 Sonderaufbauten für Rolls-Royce, Bentley und Aston Martin produzierte. Besondere Bekanntheit erlangten Radfords Shooting-Brake-Versionen auf der Basis früher Aston-Martin-Coupés. Ein über Jahrzehnte einträgliches Geschäft waren außerdem die Konversionen diverser Minis.

## Unternehmensgeschichte

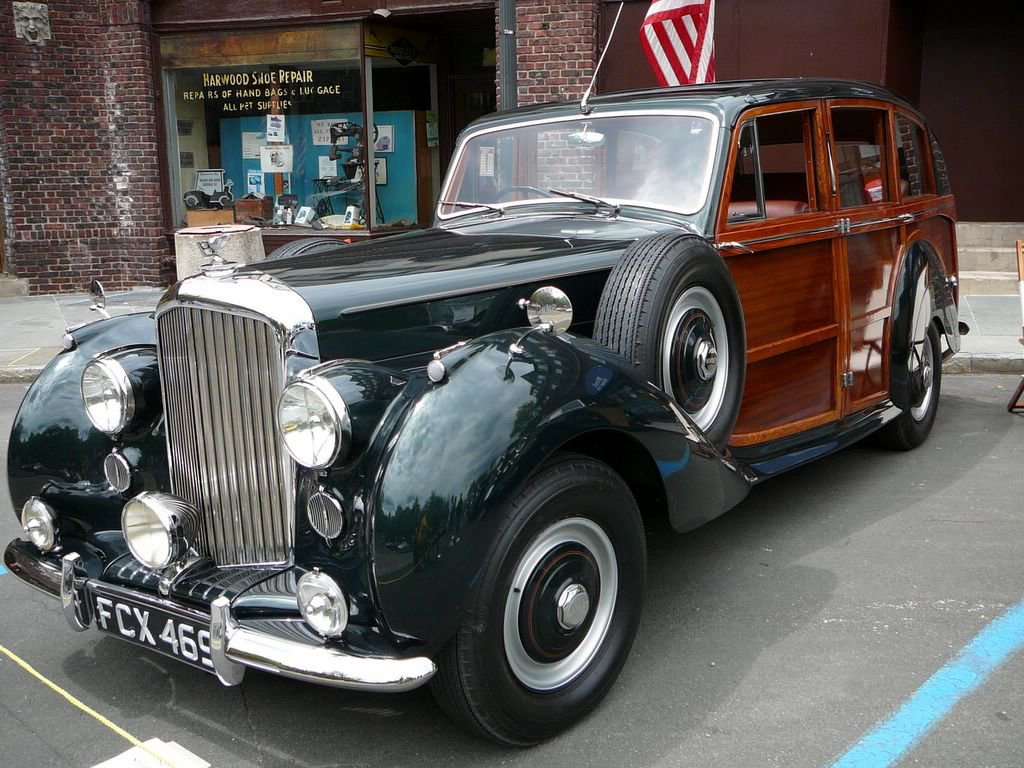
Erster Produktionsschwerpunkt: Countryman-Kombis (hier auf einem Bentley-Fahrgestell)

Das Unternehmen hat seinen Ursprung in der Londoner Karosseriewerkstatt Seary & McReady. 1948 hatte der Londoner Rolls-Royce- und Bentley-Händler Harold Radford eine Sonderkarosserie für ein Bentley-Chassis entworfen, mit deren Herstellung er Seary & McReady beauftragte. Das Fahrzeug – ein als Bentley Countryman bezeichneter Kombi – erwies sich als so erfolgreich, dass Radford mehrere Nachbauten herstellen ließ. 1950 übernahm Radford schließlich die Mehrheit an Seary & McReady und änderte den Firmennamen in Harold Radford Coachbuilders. In den folgenden Jahren stellte das Unternehmen zahlreiche weitere Countryman-Modelle her, die allerdings erheblich von der ursprünglichen Konzeption abwichen. Ab 1958 wurde das Unternehmen vorübergehend in die Swain Gruppe eingegliedert, bevor sie 1965 an die Unternehmensgruppe Bremer verkauft wurde.
Mit der Einführung des Rolls-Royce Silver Shadow endete die Produktion von Countryman-Modellen. Radford wandte sich ab 1963 schwerpunktmäßig der Veredelung von Mini-Fahrzeugen zu, die bis 1975 ein wesentliches Standbein des Unternehmens darstellte. Daneben entstanden einzelne Sonderaufbauten für Aston Martin. 1967 folgte die Insolvenz. Das neu gegründete Nachfolgeunternehmen firmierte, nachdem es den ehemaligen Konkurrenten Freestone & Webb übernommen hatte, wenig später unter Radford Freestone & Webb und setzte die Produktion von Mini-Konversionen fort. Zu Beginn der 1970er Jahre stand Radford durch erfolgreiche Konkurrenten zunehmend unter dem Druck, allen voran Wood & Pickett, die ihrerseits Mini-Konversionen anboten, im Gegensatz zu Radford aber auch andere Fahrzeuge veredelten. 1975 stellte Radford den Betrieb ein, 1977 wurde das Unternehmen aufgelöst. 
Zwischen 1990 und 2000 kehrte der Name Radford auf den Automobilmarkt zurück. Der britische Designer Chris Humberstone hatte die Namensrechte übernommen und vermarktete unter der alten Radford-Bezeichnung De Ville aufgewertete Minis. Die handwerkliche Herstellung wurde allerdings von externen Betrieben übernommen.

## Modelle von Radford

### Radford Countryman

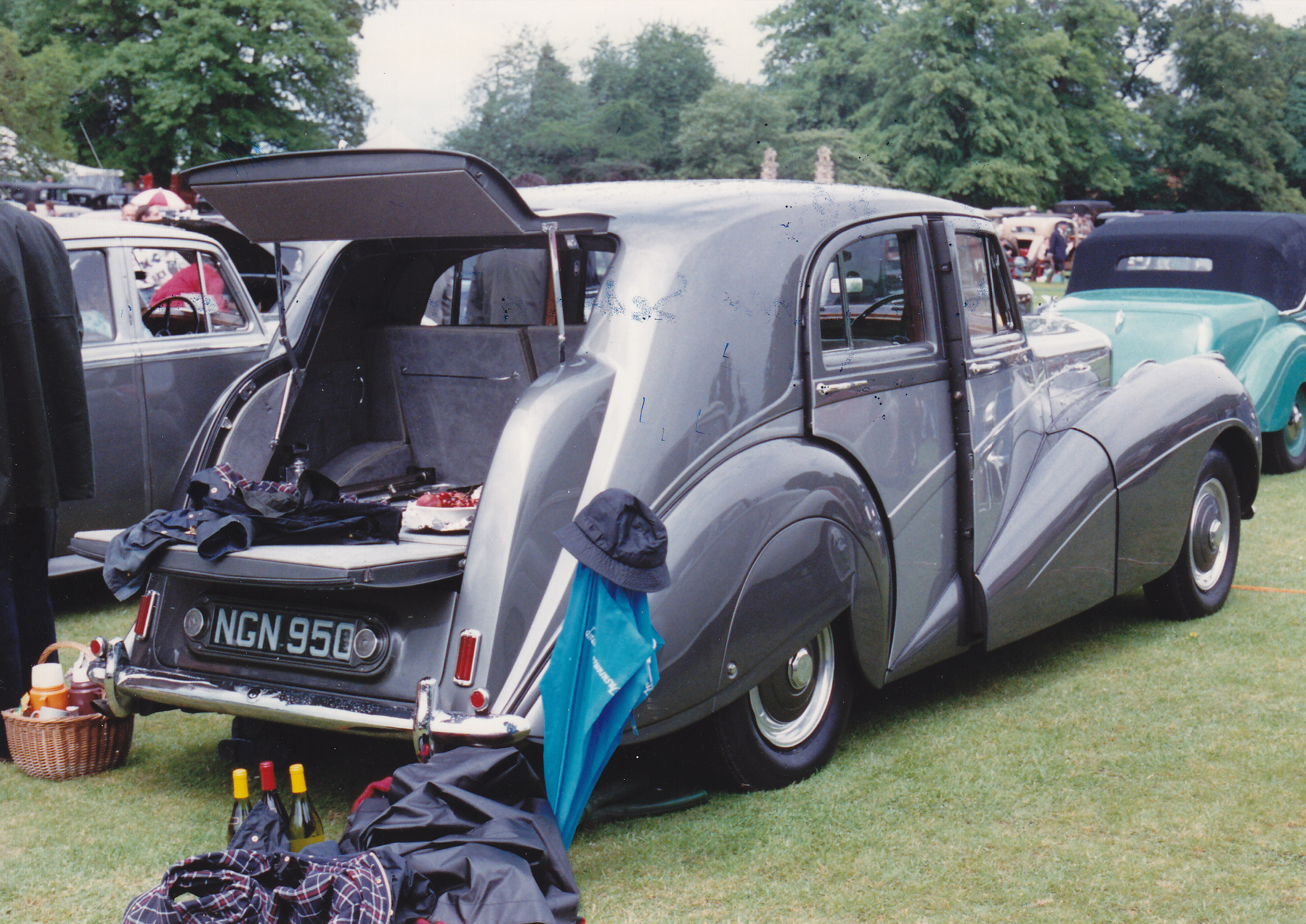
Bentley Mark VI Countryman

Das erste Fahrzeug, das die Bezeichnung Radford Countryman trug, war ein 1948 vorgestellter zweitüriger Kombiwagen auf Basis des Bentley Mark VI bzw. des Rolls-Royce Silver Dawn. Der später „Mark I“ genannte Typ hatte Holzverkleidungen an den Seitenteilen der Karosserie und wies einen langen hinteren Überhang auf. Der Countryman gewann 1948 beim Concours d´Elegance in Cannes den ersten Preis. Bis 1950 wurden insgesamt acht Exemplare dieses Typs bei Seary & McReady hergestellt.
Nachdem Radford durch die Übernahme von Seary & McReady selbst zum Karosseriehersteller geworden war, änderte er das Konzept des Countryman grundlegend. Anlass dafür war der Umstand, dass Rolls-Royce inzwischen nicht mehr nur bloße Fahrwerke, sondern auch werksseitige Aufbauten anbot. Der serienmäßige Stahlaufbau der Silver Dawn- bzw. Mark VI-Limousine blieb weitgehend unverändert; allerdings installierte Radford eine große Heckklappe, die sich zweigeteilt nach oben und nach unten öffnete. Der auf diese Weise voll zugängliche Kofferraum konnte auf Wunsch mit Picknick-Utensilien oder auch mit ausklappbaren Sesseln ausgerüstet werden. Hiervon entstanden 37 Fahrzeuge.
Auch Fahrzeuge der Bentley-S-Series bzw. des Rolls-Royce Silver Cloud wurden in unterschiedlichem Ausmaß von Radford überarbeitet. Von dem Modell Silver Cloud entstanden insgesamt vier Umbauten. Einzelne erhielten ein Kombi-Heck, andere wurden nur im Innenraum mit Picknick-Utensilien ausgestattet. Sofern die Wagen ein Kombi-Heck erhielten, erfolgte der Karosserieumbau bei H. J. Mulliner & Co., während Radford jeweils den Innenausbau vornahm.

### Mini De Ville

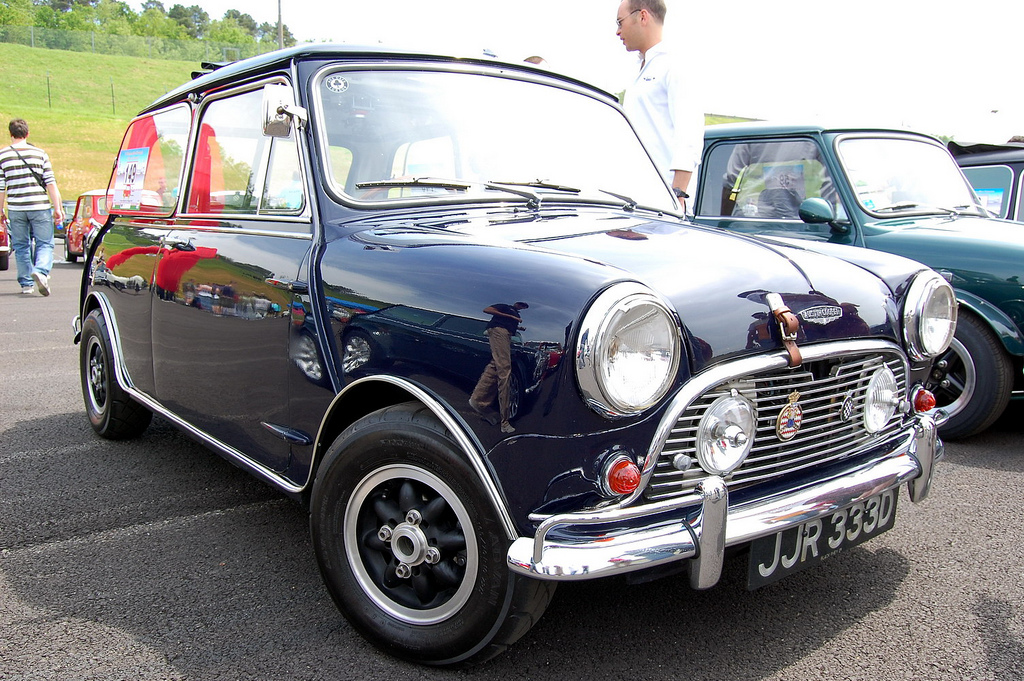
Radford Mini

Von 1963 bis 1975 stellte Radford in größerer Zahl Umbauten des Mini her, die als Mini De Ville vermarktet wurden. Die Fahrzeuge erhielten einen aufgewerteten Innenraum mit einer Leder- und Holzausstattung; auch die Karosserie wurde durch einige Anbauteile wie z. B. spezielle Stoßstangen überarbeitet. Einige Fahrzeuge wurden außerdem mit übereinander stehenden Doppelscheinwerfern ausgerüstet, die überwiegend von Mercedes-PKWs kamen. Radford verbesserte zudem die Geräuschisolierung. In seiner hochwertigsten Version als De Ville GT erhielt der Mini außerdem eine große einteilige Heckklappe, die seine Praktikabilität gegenüber dem Serienfahrzeug erheblich erhöhte.

### Weitere Mini-Konversionen
Abgesehen von den De Ville-Versionen erfüllte Radford beim Umbau von Minis auch spezielle Kundenwünsche. Für den autobegeisterten Schauspieler Peter Sellers und dessen Ehefrau Britt Ekland etwa konstruierte das Unternehmen einen Mini mit Schrägheck.

### Aston Martin Shooting Brake

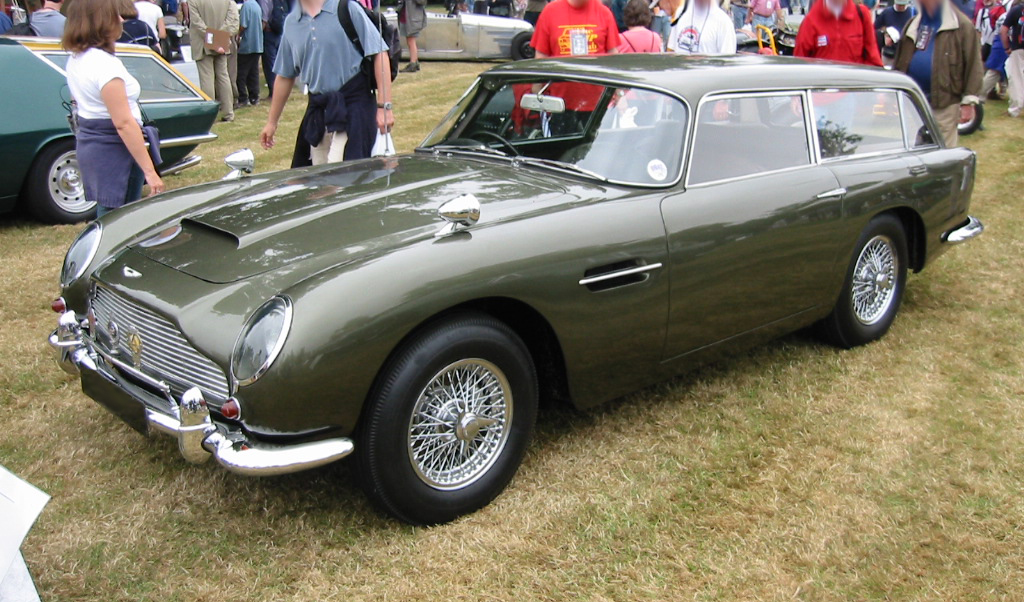
Aston Martin DB5 Shooting Brake von Radford

1964 und 1965 stellte Radford in 12 Exemplaren einen zweitürigen Kombi auf der Basis des Aston Martin DB5 her, der die Bezeichnung Shooting Brake (Jagdfahrzeug) erhielt. Die Fahrzeuge hatten eine verlängerte Dachlinie, ein Steilheck und eine lange Seitenscheibe zwischen der B- und der C-Säule. Auch andere Karosseriebauunternehmen produzierten Shooting Brakes auf dieser Basis – unter ihnen Coachwork FLM Panelcraft –, die Radford-Versionen wurden aber zumeist als die gelungensten Entwürfe angesehen. Die DB5-Shooting Brakes von Radford galten als die schnellsten, luxuriösesten und teuersten Kombis ihrer Zeit.
Ab 1966 entstanden sieben Shooting Brakes auf der Basis des neu vorgestellten Aston Martin DB6. Sie unterschieden sich von der DB5-Version durch eine steiler stehende, mit einer Abrisskante versehene C-Säule.

## Weitere Arbeiten

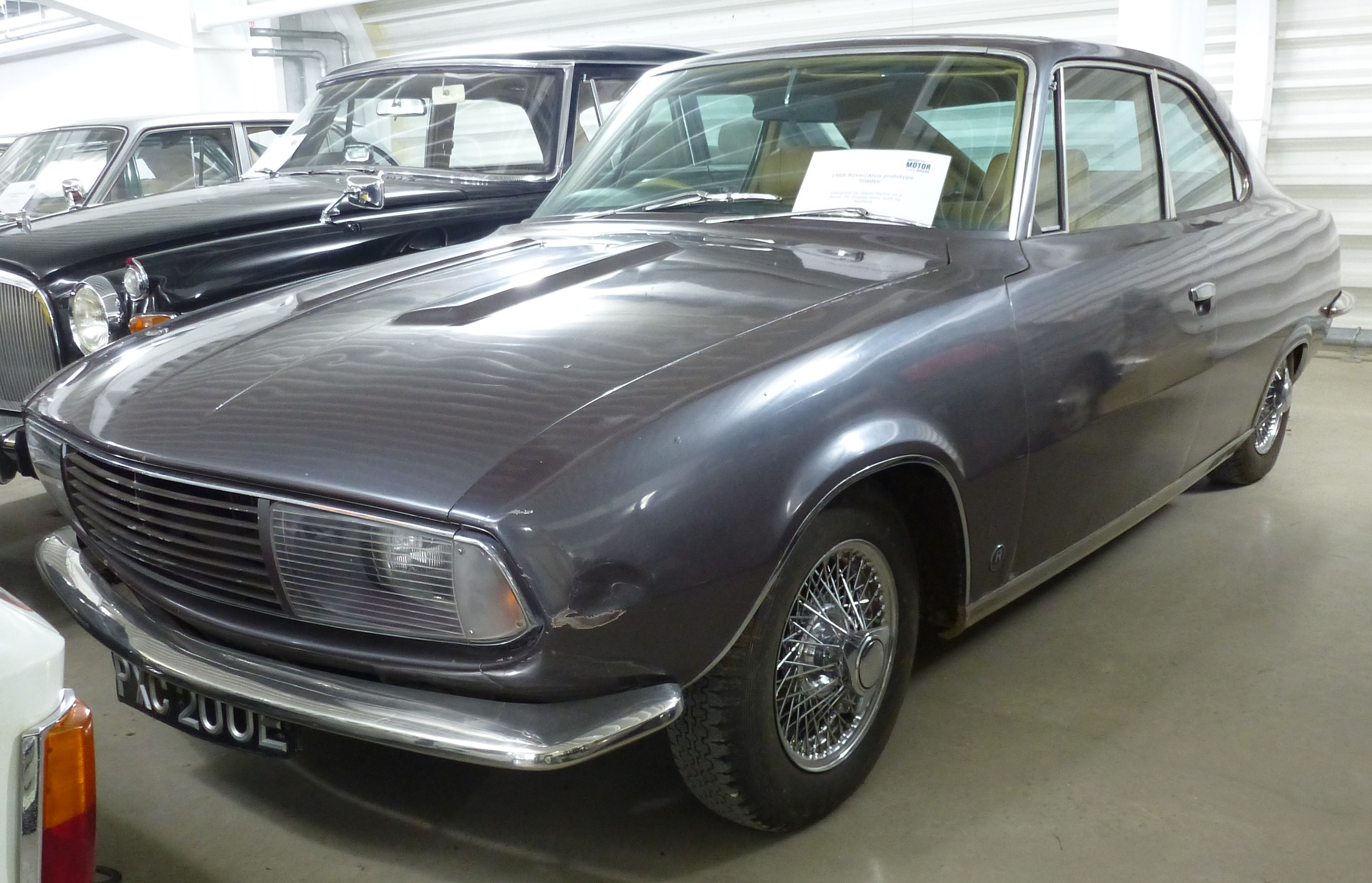
Bei Radford aufgebaut: Prototyp des Alvis GTS „Gladys“

Radford war außerdem als Subunternehmer für andere Werke tätig und fertigte daneben auch kleinere Konversionen im Kundenauftrag. So baute das Unternehmen einige Prototypen auf, unter ihnen 1966 den Alvis GTS „Gladys“ für Rover. Einige Alvis TD 21 baute Radford zu Fisherman-Versionen um, sodass sie eine komplette Angelausrüstung im Kofferraum transportieren konnten.
Mitte der 1960er-Jahre überarbeitete Radford auch einige Coupés der Baureihe Alfa Romeo Giulia GT. Sie wurden mit einer hochwertigen Innenausstattung versehen und äußerlich geringfügig verfremdet. Einer der Kunden war der Schauspieler und Automobilliebhaber Peter Sellers.